# Schoenherr
Schoenherr (România) este o societate de avocați din România, subsidiară a firmei europene de avocați Schönherr Rechtsanwälte, cu sediul la Viena, Austria. Schoenherr (România) și-a început operațiunile în anul 1996.

## Istoric
Schönherr Rechtsanwälte a fost fondată la Viena în anul 1950 de către Fritz Schönherr. În anul 1996, Schönherr Rechtsanwälte a început expansiunea în Europa Centrală și de Est prin deschiderea primului său birou în străinătate -  Schoenherr (România). 
Biroul din București s-a dezvoltat semnificativ ajungând în prezent la aproximativ 50 de avocați, fiind cel mai mare birou după cel din Viena. Ulterior, Schönherr Rechtsanwälte s-a stabilit și în alte țări. După deschiderea biroului din București, a urmat cel din Bruxelles (1996), Croația (2001), Slovenia (2001), Serbia (2002), Bulgaria (2004), Ucraina (2006) și Ungaria (2008). Ultima expansiune a fost în 2009-2010, cu birouri în Praga, Varșovia, Bratislava, Turcia.